# James Martin
James J. Martin SJ (29 de dezembro de 1960), também conhecido como Jim Martin, é presbítero jesuíta, escritor e editor itinerante da revista jesuíta norte-americana America. Em 2017, o Papa Francisco nomeou Martin como consultor do Secretariado de Comunicações do Vaticano. Algumas das opiniões de Martin, especialmente sobre homossexualidade, são controversas entre os católicos.

## Educação e carreira
Martin cresceu em Plymouth Meeting, Pensilvânia, Estados Unidos, e frequentou a escola secundária Plymouth-Whitemarsh. Ele se formou na Wharton School of Business da Universidade da Pensilvânia em 1982 e trabalhou em finanças corporativas na General Electric por seis anos.
Insatisfeito com o mundo corporativo, ele se envolveu mais profundamente na Igreja Católica e decidiu entrar na Companhia de Jesus em 1988. Durante seus estudos para se tornar presbítero, Martin obteve mestrado em filosofia pela Universidade Loyola de Chicago em 1994, um M.Div. da Escola Jesuíta Weston de Teologia em 1998, e um Th.M., também da Escola Weston, em 1999. Ele foi ordenado sacerdote em 1999.
Além de seu trabalho na revista America, Martin escreveu ou editou mais de dez livros, muitos dos quais são amplamente sobre suas próprias experiências. Ele é comentarista frequente da CNN, da NPR, do Fox News Channel, da revista Time, do The Huffington Post, e de outros veículos de comunicação, e escreveu várias peças de op-ed e em blog para o The New York Times. Seu artigo mais recente para o Times, publicado em 10 de abril de 2019, tratava de privacidade e transparência nas escrituras e em nossas vidas espirituais.

## Teatro
Martin é membro da companhia de teatro LAByrinth. Seu envolvimento com a produção teatral de 2005 de Os Últimos Dias de Judas Iscariotes, escrita por Stephen Adly Guirgis, dirigida por Philip Seymour Hoffman, e apresentando Sam Rockwell, John Ortiz, Eric Bogosian e Callie Thorne, é tema do seu livro A Jesuit Off-Broadway: Center Stage with Jesus, Judas e Life's Big Questions (Loyola, 2007). A Publishers Weekly deu ao livro uma resenha estrelada.

## Aparições em The Colbert Report
Em 13 de setembro de 2007, Martin apareceu no programa The Colbert Report do Comedy Central para discutir o sentimento de abandono por Deus de Madre Teresa que teve muita cobertura na mídia na época. Martin apareceu mais outras vezes no Colbert Report, uma vez para discutir a visita do Papa Bento XVI aos Estados Unidos em abril de 2008, e novamente em 23 de fevereiro de 2009, para discutir como a pobreza (ou, pelo menos, reduzindo a importância que se dá aos bens materiais) pode aproximar alguém de Deus.
Em 18 de março de 2010, Martin foi convidado para o programa após a sugestão de Glenn Beck de que os católicos evitavam padres que pregam "justiça social". Martin observou que "a justiça social trata das coisas que deixam as pessoas pobres" e "questiona por que essas pessoas são pobres". Ele acrescentou que "Cristo nos pediu para trabalhar com os pobres. [...] No Evangelho de Mateus, Ele diz que o modo como seremos julgados no fim de nossas vidas não é em que igreja oramos ou como oramos, mas realmente [...] como tratamos os pobres ". Em 10 de agosto de 2011, Martin apareceu no Colbert Report para discutir o "índice de aprovação" de Deus e para promover seu livro O Guia Jesuíta para (Quase) Tudo: Uma Espiritualidade para a Vida Real. Em 9 de novembro de 2011, ele apareceu mais uma vez para promover seu livro sobre humor e religião, Between Heaven and Mirth. Em 11 de fevereiro de 2013, ele participou do programa para discutir a renúncia do Papa Bento XVI. Em 24 de setembro de 2013, ele esteve no programa falando sobre uma entrevista em que o Papa Francisco disse que o amor, a compaixão e a misericórdia são mais importantes do que as regras (dentro de um sub-texto do Papa Francisco lavando os pés de criminosos, querendo uma participação mais proeminente das mulheres, dizendo que ateus podem ser redimidos, não julgando gays e lésbicas, e que não podemos servir ao dinheiro e a Deus ao mesmo tempo), e apresentando o Metallica. Em 24 de setembro de 2013, ele apareceu para discutir a desigualdade de renda e a ênfase do Papa na justiça econômica e na importância do cuidado para com os pobres.

## Crítica do anticatolicismo na mídia
Martin escreveu sobre o anticatolicismo na indústria do entretenimento. Ele argumenta que, apesar de um fascínio irresistível pela Igreja Católica, a indústria do entretenimento também mantém o que ele considera óbvio desprezo pela mesma. Ele sugere: "É como se produtores, diretores, dramaturgos e cineastas se sentissem obrigados a estabelecer sua boa-fé intelectual anunciando suas diferenças com a instituição que os mantém tão escravizados".

## Opiniões controversas
A publicação do livro de Martin, Building a Bridge em 2017, levou a polêmica entre os católicos. Nele, Martin pediu um diálogo mais próximo com a comunidade LGBT.
O livro foi aclamado por vários prelados, incluindo o bispo Robert Walter McElroy, os cardeais Kevin Farrell e Joseph Tobin. Segundo o jornalista Frank Bruni, Martin não "rejeitou explicitamente o ensino da Igreja", mas questionou a linguagem da doutrina que descreve a homossexualidade como "intrinsecamente desordenada". Building a Bridge tem sido contestado principalmente por suas "ambiguidades percebidas" e por sua "falta de envolvimento com a substância do que divide os cristãos fiéis daqueles que não vêem pecado em relacionamentos ativos entre pessoas do mesmo sexo". O vaticanista sênior Sandro Magister escreveu que o livro "desvaloriza os ensinamentos da Igreja sobre o tema da homossexualidade, legitimando as relações entre pessoas do mesmo sexo". Numa crítica ao livro, o cardeal Robert Sarah descreveu Martin como "um dos críticos mais francos da mensagem da igreja em relação à sexualidade". Em 2018, o cardeal Raymond Burke afirmou que Martin tem "uma posição 'aberta' e errada sobre a homossexualidade". Em coluna, Martin explicou que nunca desafiou o autêntico ensinamento da Igreja e nunca o desafiará. Todavia, alguns críticos apontaram que, em nenhum lugar em seu livro, Martin afirmou que os ensinamentos magisteriais da Igreja eram verdadeiros. O professor de Princeton, Robert George, aceitou plenamente que Martin acreditava no ensino ortodoxo, mas essa explicação não convenceu o ativista conservador Austin Ruse ou o Padre Thomas Petri, reitor acadêmico da Pontifícia Faculdade da Imaculada Conceição.
Em setembro de 2019, ativistas LGBT elogiaram o encontro de Francisco com James Martin. Em um tuíte após o encontro papal, Martin declarou: “um dos destaques” da sua vida e que foi “um claro sinal do profundo cuidado pastoral [de Francisco] pelos católicos LGBT e pelas pessoas LGBT em todo o mundo”.

## Prêmios
O livro de Martin, My Life with the Saints (2006), foi o vencedor do Prêmio Christopher de 2007.
Em maio de 2007, ele recebeu um título honorário de Doutor em Divindade pelo Wagner College em Staten Island, Nova Iorque.
Em maio de 2012, Martin atuou como orador inicial na Universidade St. Joseph, na Filadélfia, na Universidade Saint Louis, em St. Louis, e na Universidade de Immaculata, em Immaculata, Pensilvânia. Ele também recebeu um diploma honorário de cada escola.
Em maio de 2014, Martin atuou como orador na Universidade Marquette em Milwaukee, Wisconsin, e recebeu um diploma honorário.
Em novembro de 2015, Martin recebeu um doutorado honorário em divindade pelo Regis College, o colégio teológico jesuíta da Toronto School of Theology .

## Publicações

### Livros autorais
- This Our Exile: A Journey Spiritual with the Refugees of East Africa (Orbis Books, 1999), que conta as experiências de Martin no início dos anos 90 trabalhando com o Serviço Jesuíta aos Refugiados em Nairobi, Quênia, e ajudando refugiados leste-africanos a iniciar pequenos negócios.
- In Good Company: The Fast Track from the Corporate World to Poverty, Chastity and Obedience (Sheed & Ward, 2000), que é a história do chamado de Martin ao sacerdócio e aos primeiros dias de sua vocação jesuíta.
- Searching for God at Ground Zero (Sheed & Ward, 2002), que contém as reflexões de Martin sobre Deus, o mal, o amor e a esperança, enquanto ministrava para os agentes de salvamento no Marco Zero nos dias que se seguiram aos ataques terroristas de 11 de setembro de 2001 .
- Becoming Who You Are: Insights on the True Self from Thomas Merton and Other Saints (Paulist Press, 2006) fala da influência que a obra dos escritores espirituais católicos Thomas Merton e Henri Nouwen tiveram na vida de Martin.
- My Life with the Saints (Loyola Press., 2006), livro de memórias de Martin, descrevendo a vida de alguns santos católicos e outros homens e mulheres consagrados e como eles tocaram e guiaram sua vida.
- Lourdes Diary: Seven Days at the Grotto of Massabieille (Loyola Press, 2006), relato de uma peregrinação a Lourdes.
- A Jesuit Off-Broadway: Center Stage with Jesus, Judas, and Life's Big Questions (Loyola Press, 2007).
- The Jesuit Guide to (Almost) Everything: A Spirituality for Real Life (Harper One, 2010), Martin explica como o fundador jesuíta Santo Inácio de Loyola ajuda as pessoas com espiritualidade prática.
- Between Heaven and Mirth: Why Joy, Humor, and Laughter Are at the Heart of the Spiritual Life (HarperOne 2011) examina a conexão e o relacionamento entre humor, alegria e fé.
- Jesus: A Pilgrimage (HarperOne, 2014): Martin descreve suas viagens pessoais na Terra Santa, expõe passagens bíblicas associadas aos locais que visitou durante suas viagens e relaciona as passagens à vida atual.
- Seven Last Words: An Invitation to a Deeper Friendship with Jesus (HarperOne, 2016) Oferece um retrato de Jesus, usando suas últimas palavras na cruz para revelar quão profundamente ele entendeu nossas dificuldades, o que significa ser totalmente humano e por que nós pode se voltar completamente para Cristo, em mente, coração e alma.
- The Abbey: A Story of Discovery (HarperOne, 2016) Um romance sobre como Deus trabalha em nossas vidas. Os protagonistas descobrem o poder de Deus para trazer cura e totalidade às nossas vidas.
- Building a Bridge: How the Catholic Church and the LGBT Community Can Enter into a Relationship of Respect, Compassion, and Sensitivity (HarperOne, 2017).

### Livros editados
- How Can I Find God? The Famous and Not-So-Famous Consider the Quintessential Question (Triumph Books, 1997).
- Professions of Faith: Living and Working as a Catholic (com Jeremy Langford) (Sheed & Ward, 2002).
- Awake My Soul: Contemporary Catholics on Traditional Devotions (Loyola Press, 2004).
- Celebrating Good Liturgy:  A Guide to the Ministries of the Mass (Loyola Press, 2005).